# اسپرماتوژنز

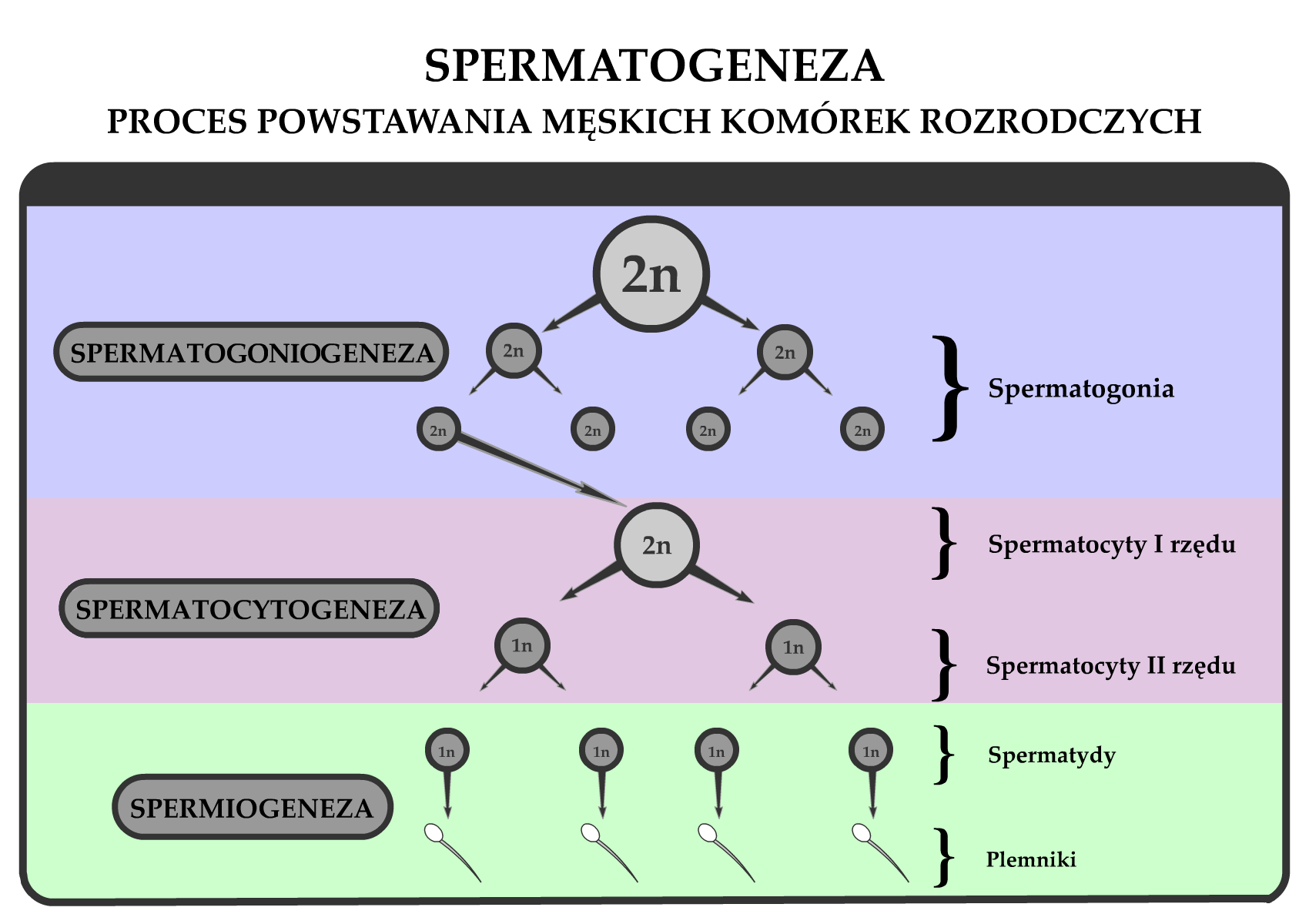
روند اسپرم‌زایی

اسپرماتوژنز یا اسپرم‌زایی (به انگلیسی: Spermatogenesis) یا زامه‌زایی روندی است که طی آن اسپرماتوگونیا به اسپرماتوزوآی بالغ (اسپرم) تبدیل می‌شود. انجام صحیح این روند برای باروری مردان بسیار ضروری است.
اعمال تولیدمثلی مرد را می‌توان به سه دستهٔ اصلی تقسیم کرد:
1. اسپرم‌زایی (spermatogenesis) که به معنای تولید اسپرم است.
2. انجام عمل جنسی مرد
3. تنظیم اعمال تولیدمثلی مرد با هورمون‌های مختلف.

در کنار این اعمال تولیدمثلی باید از اثرات هورمون‌های جنسی مرد بر اندام‌های فرعی جنسی، متابولیسم سلولی، رشد و دیگر اعمال بدن هم نام برد.<ref name=autogenerated1>دائرةالمعارف بدن انسان.

## اسپرم‌زایی
هنگام تشکیل رویان، سلول‌های زایای بدوی (primordial germ cell) به درون بیضه‌ها مهاجرت می‌کنند و سلول‌های زایای نابالغی به نام اسپرماتوگونی (spermatogonia) را می‌سازند. سطوح داخلی لوله‌های منی‌ساز(seminiferous tubule) پوشیده از اسپرماتوگونی‌ها هستند که در ۲ تا ۳ لایه قرار گرفته‌اند. آن‌ها از زمان بلوغ پیوسته تکثیر میتوزی می‌شوند تا تعدادشان کم نشود و بخشی از آن‌ها طی مراحل مشخص تکاملی تمایز می‌یابد و اسپرم را می‌سازد.

## مراحل اسپرم‌زایی
اسپرم‌زایی در خلال زندگی فعال جنسی بر اثر تحریک هورمون‌های گنادوتروپیک هیپوفیز قدامی در تمام لوله‌های منی ساز انجام می‌شود. اسپرم‌زایی به‌طور متوسط از ۱۳ سالگی آغاز می‌شود و در تمام طول بقیهٔ عمر ادامه می‌یابد ولی در پیری به شدت کم می‌شود. در نخستین مرحله از اسپرماتوژنز، اسپرماتوگونی‌ها در میان سلول‌های سرتولی (Sertoli cells) رو به لومن مرکزی لولهٔ منی‌ساز مهاجرت می‌کنند. سلول‌های سرتولی بزرگ هستند و بسته‌های سیتوپلاسمی لبریزی دارند که از لایه‌های سلولی اسپرماتوگونی‌های در حال تکامل تا لومن مرکزی لوله را فراگرفته‌اند.

## عوامل هورمونی محرک اسپرم‌زایی
چند هورمون در اسپرم‌زایی نقش اساسی دارند. برخی از آن‌ها از این قرارند:
1. تستوسترون: که از سلول‌های لیدیگ (Leydig cells) در میان بافت بیضه ترشح می‌شود، برای رشد و تقسیم سلول‌های زایای بیضه در مرحلهٔ اول ساخت اسپرم ضروری است.
2. هورمون زردساز (LH): که از غدهٔ هیپوفیز قدامی ترشح می‌شود، سلول‌های لیدیگ را وادار به ترشح تستوسترون می‌کند.
3. هورمون محرک فولیکول (FSH): که آن هم از غدهٔ هیپوفیز قدامی ترشح می‌شود، سلول‌های سرتولی را تحریک می‌کند، تبدیل اسپرماتیدها به اسپرم (روند اسپرمیوژنز) بدون این تحریک رخ نخواهد داد.
4. استروژن‌ها: که بر اثر تحریک سلول‌های سرتولی با FSH از تستوسترون ساخته می‌شوند، احتمالاً برای اسپرمیوژنز لازم هستند.

۵- هورمون رشد: و نیز بیشتر هورمون‌های دیگر برای کنترل اعمال متابولیک زمینه‌ای در بیضه‌ها لازم است. هورمون رشد اختصاصاً باعث پیشرفت تقسیم اولیهٔ خود اسپرماتوگونی‌ها می‌شود؛ در غیاب آن (مثلاً در کوتوله‌های هیپوفیزی) اسپرماتوژنز به شدت ناقص است یا اصلاً وجود ندارد و لذا شخص نابارور است.

## اسپرم‌زایی غیرطبیعی و باروری مرد
شماری از بیماری‌ها می‌توانند اپیتلیوم لوله‌های منی‌ساز را تخریب کنند؛ مثلاً ارکیت یا التهاب بیضه (orchitis) دوسویه ناشی از اوریون در برخی از مبتلایان مذکر باعث عقیمی می‌شود. بسیاری از پسران شیرخوار نیز هنگام تولد دچار دژنرسانس اپیتلیوم لوله‌های منی‌ساز هستند که بر اثر تنگی‌های مجاری تناسلی یا دیگر اختلال‌های به وجود می‌آیند؛ و بالاخره علت دیگر عقیمی (sterility) که معمولاً گذرا می‌باشد، دمای زیاد بیضه‌ها است.

## اثر دما بر اسپرماتوژنز
افزایش دمای بیضه‌ها می‌تواند جلوی اسپرماتوژنز را بگیرد، زیرا باعث دژنرسانس اکثر سلول‌های لوله‌های منی ساز به جز اسپرماتوگونی‌ها می‌شود. اغلب گفته می‌شود که علت قرار داشتن بیضه‌ها در اسکروتوم آویزان این است که دمای این غدد در حدی پایین‌تر از دمای داخلی بدن حفظ شود گرچه معمولاً فقط ۲ درجهٔ سانتیگراد از دمای داخلی بدن کمتر است. رفلکس‌های اسکروتال در روزهای سرد باعث انقباض عضلات اسکروتوم می‌شوند و بدین وسیله بیضه‌ها به بدن نزدیک می‌گردند تا این اختلاف ۲ درجه‌ای حفظ شود؛ لذا اسکروتوم به عنوان نوعی مکانیسم خنک‌کننده برای بیضه‌ها عمل می‌کند (البته خنک‌سازی کنترل‌شده) و بدون آن اسپرماتوژنز در هوای داغ ناقص خواهد بود.